# 로버트 애덤슨 (배우)
로버트 애덤슨(Robert Adamson, 1985년 7월 11일 ~ )은 미국의 배우이다.

## 출연 작품
- 액스 머더스 오브 빌리스카 (2016)
- 립 서비스 (2013)
- 머신 헤드 (2011)
- 프린세스 구출 대작전 (2009)
- 사랑은 너무 복잡해 (2009)